# Петро Хаба
Хаба Петро (23 травня 1903, с. Чорнокінці Великі, нині Великі Чорнокінці Чортківського району Тернопільської області — 29 березня 1964, м. Редвотер, Канада) — український підприємець, громадський діяч.

## Життєпис
Від 1910 — в Канаді (м. Егрімонт).
У 1948—1955 — посол легіслятури провінції Альберта від партії Соціального кредиту округи Редвотер (переобраний 1952). Член провінційної управи Українського національного об'єднання (1935—1938), діяльний у Братстві українців-католиків Альберти (1946) та інших громадських організаціях української діаспори.
Автор статей, спогадів, інших публікацій.
Похований на цвинтарі Святого Хреста УГКЦ в селі Егремонт в Альберті.